# 라퓨타
라퓨타는 조나단 스위프트가 쓴 걸리버 여행기에 등장하는 허구의 나라이다.
라퓨타는 걸리버 여행기의 3번째 이야기가 바탕이 되는 장소이다. 라퓨타는 책에 의하면 하늘을 날아다니는 섬 혹은 암석으로 지름 4.5마일(7.24km)이고 매우 단단한 토대를 가지고 있다. 거주민들은 자기공중부양으로 섬을 어느방향으로든 이동시킬 수 있다. 주민들은 대개 지식층으로 수학, 천문학, 음악, 과학에 큰 흥미가 있지만 이러한 지식을 실용적으로 이용하지는 못하였다. 나머지 인구는 이들의 하인들로 이루어져 있다.
주민들은 자기(磁氣)를 이용한 라퓨타 섬의 공중 부양에 능통하고 화성주위의 두개의 위성을 발견하기도 하였다(실제로 이 위성들은 책이 씌여진지 150년 후에서야 발견되었다). 하지만 제대로 된 건물이나 옷은 제작하지 못하였는데 그 이유는 치수를 재는데 줄자 대신 천체고도 측정기인 사분의나 나침반을 사용하였기 때문이다. 또한 라퓨타의 과학자들은 공상에 빠지는 것을 즐겨, 공상에 빠진 이들을 깨우는 전문적인 직업이 있을 정도였다.(이 내용은 그 당시 영국 지배층들이 쓸데없는 공상으로 다른 중요한 것들에는 신경을 쓰지 않았다는 것을 풍자해서 쓴 것이다.)
라퓨타는 남성위주의 사회로서, 아내들이 섬을 떠나 육지를 방문하기를 요청하여도 대개 승인되지 않았다. 그 이유는 한번 떠난 여성들은 단 한번도 자발적으로 돌아오지 않았기 때문이다.
섬이 움직일 수 있는 범위의 아래에 위치한 땅은 발니바르비라 불렸는데, 이 땅은 라퓨타 왕의 지배하에 있었고 땅의 수도는 라가도이다. 발니바르비는 라퓨타보다 훨씬 큰 땅 덩어리를 가졌다. 또 주변에 있는 럭낵, 일본과 동맹을 맺고 있기도 하였다.
포악한 왕은 반란지역을 섬의 그림자로 가려 햇빛과 비를 막거나 돌을 아래로 떨어뜨리겠다는 협박으로 발니바르비를 통치하였다. 심한 경우에는 섬을 도시 위에 낙하시켜 도시를 파괴해 버리겠다고 협박하기도 하였으나, 린달리노의 경우처럼 이는 언제나 성공적인 것은 아니었다.
린달리노의 라퓨타에 항거한 폭동은 아일랜드가 영국으로부터 독립하기 위해 일어난 반란과, 영국 보수당 정부의 폭력적인 대내외 정책을 비유한 것이었다. 우스꽝스러운 라퓨타의 발명품들은 또한 영국 왕실을 조롱하는 의미로 씌여졌다.
"la puta(라퓨타)"는 스페인어로 "창녀"라는 뜻이므로 걸리버 여행기의 스페인어판은 이 표현을 완곡하기 위해, 대신 "라푼투(Lapuntu)"나 "루파타(Lupata)"를 사용하기도 한다. 조너선 스위프트의 풍자 방법을 볼때 그는 이미 이러한 스페인어 의미를 알고있었던 것으로 추정된다 (실제로 걸리버는 책에서 스스로 여러 언어와 함께 스페인어에도 능통하다고 자신을 소개한다). 하지만 책에 따르면 라퓨타 사람들은 '랖'은 '높다', '운트'는 '군주'를 가리킨다고 생각한다. 두 단어가 합쳐 라푼투지만, 그 곳에서는 라퓨타로 부른다는 것이다. 하지만 걸리버의 생각으로 라퓨타는 '랖 아우티드'로 '랖'은 '바다에서 춤추는 햇살'이라는 뜻이고 '아우티드'는 '날개'라는 뜻이라고 책에 씌여있다.